# 24è Festival Internacional de Cinema de Canes
El 24è Festival Internacional de Cinema de Canes es va dur a terme del 12 al 27 de maig de 1971. La Palma d'Or fou atorgada a The Go-Between de Joseph Losey.
El festival va obrir amb Gimme Shelter, un documental sobre la banda de rock anglesa The Rolling Stones dirigida per David Maysles, Albert Maysles i Charlotte Zwerin i fou clausurada amb Les mariés de l'an II, de Jean-Paul Rappeneau. El festival va retre tribut a Charlie Chaplin i el va honorar amb el títol de Comandant de l'Orde Nacional de la Legió d'Honor.

## Jurat
Les següents persones foren nomenades per formar part del jurat en l'edició de 1971:

Pel·lícules
- Michèle Morgan (França) President
- Pierre Billard (França)
- Michael Birkett (GB)
- Anselmo Duarte (Brasil)
- István Gaál (Hongria)
- Sergio Leone (Itàlia)
- Aleksandar Petrović (Iugoslàvia)
- Maurice Rheims (França)
- Erich Segal (EUA)

Curtmetratges
- Véra Volmane (França) (periodista) President
- Charles Duvanel (Suïssa)
- Etienne Novella (França)

## Selecció oficial

### En competició – pel·lícules
Les següents pel·lícules competiren pel Grand Prix International du Festival:
- Apokal de Paul Anczykowski
- Per grazia ricevuta de Nino Manfredi
- Le Bateau sur l'herbe de Gérard Brach
- La califfa de Alberto Bevilacqua
- Morte a Venezia de Luchino Visconti
- Drive, He Said de Jack Nicholson
- Życie rodzinne de Krzysztof Zanussi
- Beg d'Aleksandr Alov i Vladimir Naumov
- The Go-Between de Joseph Losey
- Goya, historia de una soledad de Nino Quevedo
- Joe Hill de Bo Widerberg
- Johnny Got His Gun de Dalton Trumbo
- Loot de Silvio Narizzano
- Szerelem de Károly Makk
- Les mariés de l'an II de Jean-Paul Rappeneau
- Mira de Fons Rademakers
- Le souffle au cœur de Louis Malle
- The Panic in Needle Park de Jerry Schatzberg
- Pindorama de Arnaldo Jabor
- Raphaël ou le débauché de Michel Deville
- Sacco e Vanzetti de Giuliano Montaldo
- Animale bolnave de Nicolae Breban
- Yami no naka no chimimoryo de Kō Nakahira
- Taking Off de Miloš Forman
- Wake in Fright de Ted Kotcheff
- Walkabout dey Nicolas Roeg

### Pel·lícules fora de competició
Les següents pel·lícules foren seleccionades per ser projectades fora de competició:
- Le Chasseur de François Reichenbach
- La Maison sous les Arbres de René Clément
- Les amis de Gérard Blain
- Gimme Shelter de David Maysles, Albert Maysles, Charlotte Zwerin
- The Hellstrom Chronicle de Walon Green
- Narcissus de Peter Foldes
- Le feu sacré de Vladimir Forgency
- Troádes de Michael Cacoyannis

### Curtmetratges en competició
Els següents curtmetratges competien per Palma d'Or al millor curtmetratge:
- Astronaut Coffee Break d'Edward Casazza
- Centinelas del silencio de Robert Amram
- Fair Play de Bronislaw Zeman
- Hans Hartrung de Christian Ferlet
- I mari della mia frantasia d'Ernesto G. Laura
- Jardin de Claude Champion
- La fin du jeu de Renaud Walter
- Le coeur renverse de Maurice Frydland
- Memorial de James Allen
- Mixed-Double de Bent Barfod
- Patchwork de Georges Schwizgebel, Claude Luyet, Daniel Suter, Manuel Otero, Gérald Poussin
- Paul Delvaux, ou les femmes défendues de Henri Storck
- Star Spangled Banner de Roger Flint
- Stuiter de Jan Oonk
- Une statuette de Carlos Vilardebo

## Seccions paral·leles

### Setmana Internacional dels Crítics
Els següents llargmetratges van ser seleccionats per ser projectats per a la desena Setmana de la Crítica:
- Breathing Together: Revolution of the Electric Family de Morley Markson (Canadà)
- Bronco Bullfrog de Barney Platts-Mills (GB.)
- Expédition punitive de Magyar Dessö (Hongria)
- Ich liebe dich, ich töte dich d'Uwe Brandner (RFA)
- Loving Memory de Tony Scott (GB.)
- Le Moindre geste de Jean-Pierre Daniel, Fernand Deligny (França)
- Les Passagers d'Annie Tresgot (Algèria)
- Question de vie d'André Théberge (Canadà)
- Trash de Paul Morrissey (EUA)
- Viva la muerte de Fernando Arrabal (Tunísia, França)

### Quinzena dels directors
Les següents pel·lícules foren exhibides en la Quinzena de Cineastes de 1971 (Quinzaine des Réalizateurs):
- A Fable d'Al Freeman Jr. (Estats Units)
- 'Er i bange? (doc.) de Henning Carlsen (Dinamarca)
- Badou Boy de Djibril Diop Mambety (Senegal)
- Bang Bang de Andréa Tonacci (Brasil)
- Vtáčkovia, siroty a blázni de Juraj Jakubisko (França, Txecoslovàquia)
- Bröder Carl de Susan Sontag (Suècia)
- Gishiki de Nagisa Oshima (Japó)
- Cleopatra de Michel Auder (Estats Units)
- Gāv de Dariush Mehrjui (Iran)
- Cuadecuc, vampir de Pere Portabella (Espanya)
- Mais ne nous délivrez pas du mal de Joël Séria (França)
- Du Cote D'Orouet de Jacques Rozier (França)
- Dziura w ziemi d'Andrzej Kondratiuk (Polònia)
- Égi bárány de Miklós Jancsó (Hongria)
- Equinozio de Maurizio Ponzi (Itàlia)
- Fata Morgana de Werner Herzog (Alemanya)
- Faut aller parmi l'monde pour le savoir (doc.) de Fernand Dansereau (Canadà)
- Festival panafricain d'Alger 1969 (doc.) de William Klein (Algèria)
- La fin des Pyrénées de Jean-Pierre Lajournade (França)
- Quatre nuits d'un rêveur de Robert Bresson (França)
- Goin' Down the Road de Donald Shebib (Canadà)
- Como era gostoso o meu francês de Nelson Pereira Dos Santos (Brasil)
- Léa l'hiver de Marc Monnet (França)
- Lenz de George Moorse (Alemanya)
- Les maudits sauvages de Jean-Pierre Lefèbvre (Canadà)
- The Machine d'A. Shermann, J. Rozenberg (Switzerland)
- Le Maître du temps (doc.) de Jean-Daniel Pollet (França)
- Makin' It de Simon Hartog (Gran Bretanya)
- Mare's Tail de David Larcher (Gran Bretanya)
- Mathias Kneissl de Reinhard Hauff (Alemanya)
- México, la revolución congelada de Raymundo Gleyzer (Argentina)
- O Capitão Bandeira Contra o Dr. Moura Brasil (Moi, Schizo) de Antônio Calmon (Brasil)
- Ni vainqueurs, ni vaincus d'A. Cabado, N. Spoliansky (Argentina)
- Os Deuses e os Mortos de Ruy Guerra (Brasil)
- The Past That Lives de Philo Bregstein (Països Baixos)
- Der plötzliche Reichtum der armen Leute von Kombach de Volker Schlöndorff (Alemanya)
- Prea mic pentru un razboi atît de mare de Radu Gabrea (Romania)
- Puntos suspensivos o Esperando a los bárbaros d'Edgardo Cozarinsky (Argentina)
- La salamandre d'Alain Tanner (Switzerland – França)
- Seikozu de Kōji Wakamatsu (Japó)
- Staféta d'András Kovács (Hongria)
- Los testigos de Charles Elsesser (Xile)
- THX 1138 de George Lucas (Estats Units)
- Tokyo senso sengo hiwa de Nagisa Oshima (Japó)
- Umut de Yılmaz Güney (Turquia)
- Valparaiso, Valparaiso de Pascal Aubier (França)
- Voldtekt d'Anja Breien (Noruega)
- Voto mas fusil de Helvio Soto (Xile)
- W.R. – Misterije organizma de Dušan Makavejev (Iugoslàvia)
- Wanda de Barbara Loden (Estats Units)

Curtmetratges
- Apotheosis de John Lennon, Yoko Ono (Gran Bretanya)
- Cannes, 70... de Jean-Paul Jaud (França)
- Essai à la mille de Jean-Claude Labrecque (Canadà)
- Estado de sitio de Jaime Chávarri (Espanya)
- Grumes de Jean-Pierre Bonneau (França)
- Habitude de Dan Wolman (Israel)
- La belleza d'Arturo Ripstein (Mèxic)
- La Pierre qui flotte de Jean-Jacques Andrien (Bèlgica)
- Le Cri de Paul Dopff (França)
- Le Vampire de la Cinémathèque de Roland Lethem (Bèlgica)
- Le voyage du Lieutenant Le Bihan de László Szabó (França)
- Les bulles du cardinal d'Ody Roos (Luxemburg)
- Meatdaze de Jeff Keen (Gran Bretanya)
- Mégalodrame de Alain Colas (França)
- Moment de Stephen Dwoskin (Gran Bretanya)
- Monangambeee de Sarah Maldoror (Angola)
- Mortem d'Adam Schmedes (Dinamarca)
- Okasareta hakui de Kōji Wakamatsu (Japó)
- Please Don't Stand On My Sunshine de Ned Mc Cann (Austràlia)
- R.S.V.P. de W. Pinkston, J. Mason V. (Estats Units)
- Rosée Du Matin de Jean Dasque (França)
- Sex de David Avidan (Israel)
- Sur les traces de Baal de Abdellatif Ben Ammar (Tunísia)
- Underground Again de Laure Guggenheim (França)
- Venceremos de Pedro Chaskel (Xile)
- Viva Cariri de Geraldo Sarno (Brasil)

## Premis

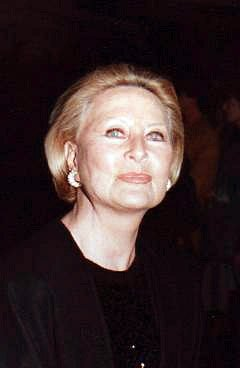
Michèle Morgan, president del jurat

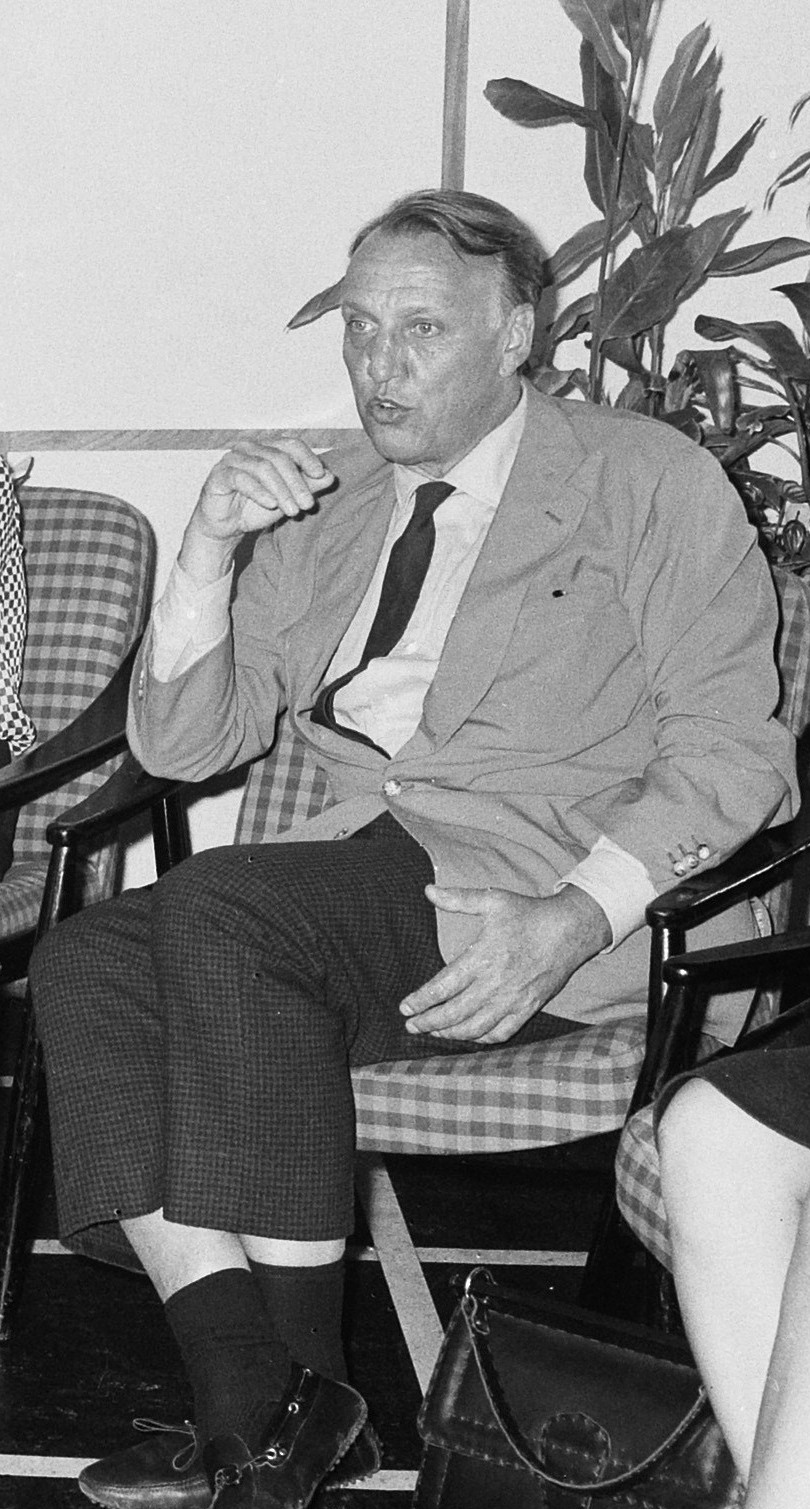
Joseph Losey, guanyador de la Palme d'Or

### Premis oficials
Els guardonats en les seccions oficials de 1971 foren:
- Grand Prix du Festival International du Film: The Go-Between de Joseph Losey
- Grand Prix Spécial du Jury:
  - Johnny Got His Gun by Dalton Trumbo
  - Taking Off de Miloš Forman
- Millor actriu: Kitty Winn per The Panic in Needle Park
- Millor actor: Riccardo Cucciolla per Sacco e Vanzetti
- Premi del Jurat:
  - Joe Hill de Bo Widerberg
  - Szerelem de Károly Makk
- Millor primer treball: Per grazia ricevuta de Nino Manfredi
- Premi del 25è Aniversari: Morte a Venezia de Luchino Visconti (també pel total de l'obra)

Curtmetratges
- Prix spécial du Jury: Star Spangled Banner de Roger Flint
- Menció especial (o Premi del Jurat):
  - Stuiter de Jan Oonk
  - Une Statuette de Carlos Vilardebó

### Premis Independents
FIPRESCI
- FIPRESCI Prize: Johnny Got His Gun de Dalton Trumbo

Commission Supérieure Technique
- Gran Premi Tècnic: The Hellstrom Chronicle de Walon Green

Premi OCIC
- Szerelem de Károly Makk

Altre premis
- Menció especial: Lili Darvas i Mari Törőcsik, actrius a Szerelem